# 최동원
최동원(崔東原, 1958년 5월 24일~2011년 9월 14일)은 KBO 리그 전 롯데 자이언츠의 투수이자 전 한화 이글스의 2군 감독이다.

## 일생
1958년 5월 24일 경상남도 남해군 남해읍에서 태어난 최동원은 초등학교 입학 전에 부산으로 이사간 후 구덕초등학교, 경남중학교, 경남고등학교, 연세대학교 경영학과(77학번)를 거쳤다.
1981년 실업야구 롯데 자이언트 입단 후 실업 롯데를 1981년 실업리그 전기리그 우승, 한국시리즈 우승으로 이끌었고 신인왕, 다승왕, MVP를 수상하였다. 1981년 캐나다 에드먼턴에서 열린 인터콘티넨털컵 대회에서 최우수투수상을 받고 메이저리그 베이스볼 토론토 블루제이스팀과 메이저 리그 25인 로스터에서 시작하는 조항이 포함된 5년(1981년-1985년) MLB 계약을 체결하였다.(1981년 9월 15일 계약체결, 1981년 9월 28일 메이저 리그 사무국 계약승인) 하지만 여러 가지 이유로 메이저 리그 진출 대신 새로 출범한 한국프로야구 롯데 자이언츠에 1983년 입단하였다.
KBO 리그에 데뷔 후 1983년부터 1987년까지 5년 연속으로 규정이닝의 2배 이상 투구, 14회 이상 완투, 전 구단 상대 완투, 2점대 이하 평균자책점을 기록하였고, 1983년부터 1988년까지 데뷔 후 6년 연속으로 선발등판 2/3이상 완투, 선발승 전 경기 완투승을 하였으며, 1984년 한국시리즈에서는 40이닝 4선발등판 4완투, 1984년부터 1987년까지 4년 동안 1000.2이닝, 80승, 60완투, 2.16의 평균자책점, 1983년부터 1987년까지 5년 동안 1209.1이닝, 76완투, 2.28의 평균자책점을 기록하는 등 경이로운 연투능력과 이닝이터능력을 나타내었다. 특히 1983년부터 1988년까지 데뷔 후 6년간 75.2%의 완투율을 기록했다. 1984년에는 포스트시즌을 포함해 56경기 324.2이닝, 31승, 6세이브, 18완투, 258탈삼진(한국시리즈 5경기 40이닝, 4승, 4완투, 35탈삼진)으로 KBO 리그 역사상 유일하게 한국시리즈 4승을 올리며 1984년 롯데 자이언츠가 창단 첫 우승을 하는 데 크게 기여하는 등 KBO 리그 초창기를 이끌었다.
KBO 리그 데뷔 후 5년 동안(포스트시즌 포함) 연평균 41경기, 250이닝, 16회 이상 완투(완투율 76.2%)를 하면서 평균자책점 2.27을 기록하였다. 또한 역대 단일 한국시리즈 8개부분에서 1위를 기록했다(최다 이닝, 최다 승리, 최다 선발등판, 최다 선발승리, 최다 완투, 최다 완투승, 최다 완봉승, 최다 탈삼진).
KBO 리그에서 8년을 활약하고 통산 평균자책점 2위, 통산 완투 2위, 통산 완투율 1위, 한 시즌 최다 승 2위, 한 시즌 최다 이닝 2위, 한 시즌 최다 이닝 4위, 한 시즌 최다 탈삼진 1위를 기록했다.
최고구속 155 km/h의 강속구와 강한 어깨로 아마야구 시절부터 '철완', '무쇠팔'으로 불렸다.
한화 이글스의 투수 코치 및 2군 감독, KBO 경기감독위원 등을 역임했으나, 2011년 9월 14일 호전되었던 대장암이 악화되면서 54세로 세상을 떠났다.

## 출신학교
- 구덕초등학교(1965년~1970년, 3회)
- 경남중학교(1971년~1973년)
- 경남고등학교(1974년~1976년)
- 연세대학교 경영학과 77학번(1977년~1980년)

## 플레이 스타일
150 ~155km/h의 강속구에 100~130 km/h의 다양한 속도의 가감을 줄 수 있는 파워커브, 낙차 큰 커브(주로 폭포수 커브)가 대표 구종이었다. 슬라이더가 3번째로 자주 던지는 공이었다(최동원을 자주 상대했던 이순철 야구해설위원의 증언에 의하면 그의 슬라이더는 현재로 치면 사실상 슬러브에 더 가까운 볼이라고한다.). 역회전볼(스크류볼), 그리고 현재는 쓰지 않는 용어이긴 하지만, 어린시절 일본야구의 영향으로 슈트(투심성 싱커) 또한 던졌다.
사람들은 최동원이 단조로운 구종을 가지고 있다고 생각하는데 사실과 다르다. 빠른 포심, 커브, 슬라이더 또한 명품이었다고 미국신문에서 전했다. 또한 한국에 몇 명 없던 투심을 던지던 투수였다.

## 선수 시절

### 아마추어 시절
경남고등학교 2학년 때, 경북고등학교와의 경기에서 노히트노런을 기록한 후, 바로 그 이튿날 선린상고와의 경기에서 8회까지 노히트노런을 기록하는 투구를 하여 주위를 놀라게 하였다. 3학년 때, 청룡기 고교야구 대회에서 승자 결정전에서는 김성한의 군산상업고등학교와의 경기에서 9이닝 동안 20개의 탈삼진을 잡고 완봉승을 거두었다. 이어 연세대학교 경영학과 77학번에 입학했으며 한때 고려대 진학설이 있었지만 중앙정보부의 강압에 의해 취소됐고 고향 동아대 진학을 원했으나 동아대 측으로부터 거부받았으며 군대라도 빨리 다녀오기 위해 육군 경리단의 문을 두드렸지만 그 곳에서도 받아주지 않자 고위 관계자의 공작에 의해 연세대로 진학했다. 연세대 경영학과(77학번) 시절, 이틀 연속으로 등판했다고 하는 이야기가 있다. 대졸 후 그는 롯데 실업야구팀에서 생활한다.

### 한국 프로야구 시절

#### 롯데 자이언츠시절
1983년 롯데 자이언츠에 입단했고, 이듬해인 1984년에는 프로 야구사에 길이 남을 대기록들을 세웠다. 51경기에 출전해 14차례나 완투하며 27승(9선발승 6세이브 13패)과 223탈삼진, 2점대 평균자책점으로 한국 프로 야구 최우수 선수상과 다승왕, 탈삼진왕을 석권한 것이다. 특히 이 해 한국시리즈에서 혼자 4승을 따내 팀의 창단 첫 우승에 결정적인 기여를 했다.(1패 포함, 1차전 완봉승 3차전 완투승 5차전 완투패 6차전 구원승 7차전 완투승) 최동원은 유일하게 역대 한국시리즈에서 한 선수가 4승을 모두 거둔 선수이다(선발 최다승으로 치자면 김시진이 기록한 15선발승이 최다).
선동열과 더불어 대한민국 프로야구 초창기 최고 투수 중의 한명으로 평가받았다. 선동열과의 맞대결에서는 1승 1무 1패를 기록했다. 그의 직구는 140 km/h 정도였지만 스피드건의 작동방식 차이 때문에 요즘 기준으로는 150 km/h를 넘었다고 주장하는 사람들도 있다. 아마추어 시절 세계선수권대회에서 측정한 바에 따르면 150 km/h를 기록했다는 기사가 게재된 바 있다. 1987년 시즌까지 10승 이상을 기록하며 200이닝 이상을 던지는 쾌투로 팀의 에이스임을 과시했다.

#### 삼성 라이온즈시절
- 1988년 말 선수협 파동으로 삼성 라이온즈의 김시진 등을 상대로 3:4 트레이드로 이적했으며, 트레이드에 반발하여 1989년 후반에서야 돌아왔다. 1990년 시즌을 마치고 현역에서 은퇴하였다. 1991년에는 미국으로 지도자 연수를 다녀온 경력이 있다.
- (이 트레이드가 삼성,롯데 팬들의 가슴을 찢어지게 했다고 한다.)

## 야구선수 은퇴 후
1991년 최동원은 민자당의 공천을 뿌리치고 민주당 간판으로 부산시 서구의 광역의원에 출마했다. '건강한 사회를 향한 새 정치의 강속구'라는 슬로건을 내세웠다. 그러나 낙선했다.
계속 야구와 인연을 맺고 싶어 1992년 뉴욕 메츠 등 미국 메이저리그 팀에서 지도자 수업을 받은 뒤 정식 지도자 자리를 원했지만 최동원을 받아 주는 구단은 없었다. 팬들에게 안부를 전하고 싶어 텔레비전의 오락 프로그램에 출연도 하고 1995년 봄엔 SBS 시트콤 <형사들> "야구 선수 아내 피살 사건편"에 출연하여 연기도 했지만 사람들은 그의 뜻을 있는 그대로 받아들이지 않았고 ‘야구 선수가 왜 오락 프로그램에 나오느냐’는 식으로 바라봤다.
자신의 의도가 다르게 전해진 것을 알고 1999년부터 방송 출연을 접고 다시 야구 현장으로의 복귀를 노렸다. 그러다 2001년 이광환 감독이 한화 이글스 감독으로 부임하자 한화이글스의 1군 투수 코치로 지도자 생활을 시작했으나 성적 부진 탓인지 2001년 7월부터 이광권 2군 투수코치와 보직을 맞바꿨는데 이광권 코치는 계형철 전 삼성 코치가 같은 달 21일 1군 투수코치로 영입되면서 잔류군 코치로 보직이 변경됐다.
선수들을 지도하는 과정에서 시행착오를 겪은 데다 그 해 준플레이오프 패퇴에 따른 문책성 해고에 맞춰 이광환 감독이 직접 영입한 배대웅 1군 작전코치, 팀의 터줏대감이었던 이강돈 2군 타격코치와 함께 같은 해 말 팀을 떠난 뒤 2003년 KBS N SPORTS에서 해설위원으로 활동하다가 2005년 다시 한화 이글스에서 코치를 맡았다.
2007년에는 한화 이글스 2군 감독을 맡아 2년 동안 유망주들을 가르쳤다. 한화 이글스에 있는 동안 류현진을 밀어주며 새로운 신인 한 명을 발굴했다. 2008 시즌을 마치고 한화 이글스에서 물러난 후 2009년부터 한국야구위원회(KBO) 경기감독위원으로 야구장을 찾게 됐다.

## 구타 사건
연세대 재학 시절 선배인 박철순에게 여러차레 구타를 당한 적이 있다. 구타가 반복되다가 동국대와의 경기가 끝난 이후 구타가 또 발생하였고 허리를 크게 다친 최동원이 언론에 제보를 하여 세상에 알려졌다.
맞고난 다음 버스를 타는데 바지에서 피가 베어나와서 의자에 앉을 수 없는 상황이었으며 기합을 준다고 하더라도 보통 엉덩이나 허벅지를 때리지 허리를 때리는 경우는 드물고 이로 인해 최동원의 허리 부상은 심각했으며 은퇴할 때까지 최동원을 괴롭히게 되었다. 박철순은 후배가 건방져서 때렸을 뿐이라며 자신의 책임을 부인하였다.
혹 박철순도 4학년 선배들이 시켜서 억지로 때린 거라는 반론이 있으나 박철순은 군제대 후 복학생이었고 보통 운동선수들이 대학 재학 중 군대를 가는 경우는 드물기 때문에 4학년들은 오히려 박철순의 후배였다.

## 선수협의회 좌절
1988년 9월 13일, 대전 유성호텔에서 프로야구 선수협의회의 결성을 전격적으로 주도했다. 해태 타이거즈 투수 김대현이 불의의 사고로 세상을 떠나는 것을 보고 선수 복지 문제의 심각성을 깨달았기 때문이다.

| “ | 같이 운동을 하던 선수가 사고로 세상을 떠났지만 도울 수 있는 길이 없었다. 연습생 선수들의 최저 생계비나 선수들의 경조사비, 연금 같은 최소한의 복지 제도를 만들기 위해서는 선수협이 필요하다고 생각했다 | ” |
|   | — 최동원 |   |

명예욕에 따른 움직임이라고 비난하는 사람들도 있었다. 그러나 그는 “나는 1억 원의 연봉을 받는 선수였다. 그 돈이면 당시 강남에 아파트를 마련할 수 있었다. 내 욕심을 위해서라면 선수협을 결성할 필요가 없었다. 어려운 동료들을 돕고 싶었을 뿐”이라고 강조했다. 구단들의 강한 반발에 밀려 선수협 결성은 실패로 돌아갔고 같은해 1988년 11월 투수 오명록, 포수 김성현과 함께 삼성 투수 김시진, 전용권, 내야수 오대석, 외야수 허규옥을 상대로 한 3:4 트레이드를 통해 이적됐다. 롯데 자이언츠가 아닌 다른 팀의 유니폼을 입는 것은 그로서는 상상조차 할 수 없는 일이었다. 트레이드 사실보다 그를 힘들게 한 것은 롯데 구단이 자신의 의도를 본의와 다르게 받아들였다는 점이었다. 그는 1990년까지 삼성 라이온즈에서 뛰었고 1991년 시즌이 시작하기 전 마운드를 떠났다. 가족들과 의논한 끝에 내린 결론이었다. 그때 그의 나이 겨우 32살이었다. 아마추어 야구 시절부터 혹사 당한 게 조기 은퇴로 이어진 것이 아니냐는 견해도 있었다.
| “ | 아마추어 시절이나 프로에서 무리한 것은 사실이지만 그 시대에는 그렇게 할 수밖에 없었다. 이름 세 글자에 부끄럽지 않게 맡은 바 최선을 다했다고 자부한다. | ” |
|   | — 최동원 |   |

최동원의 선수협 법률자문을 맡았던 변호사가 문재인이었고 문재인은 2012년 이런 내막을 트위터를 통해 밝히기도 했다.

## 사망과 추모

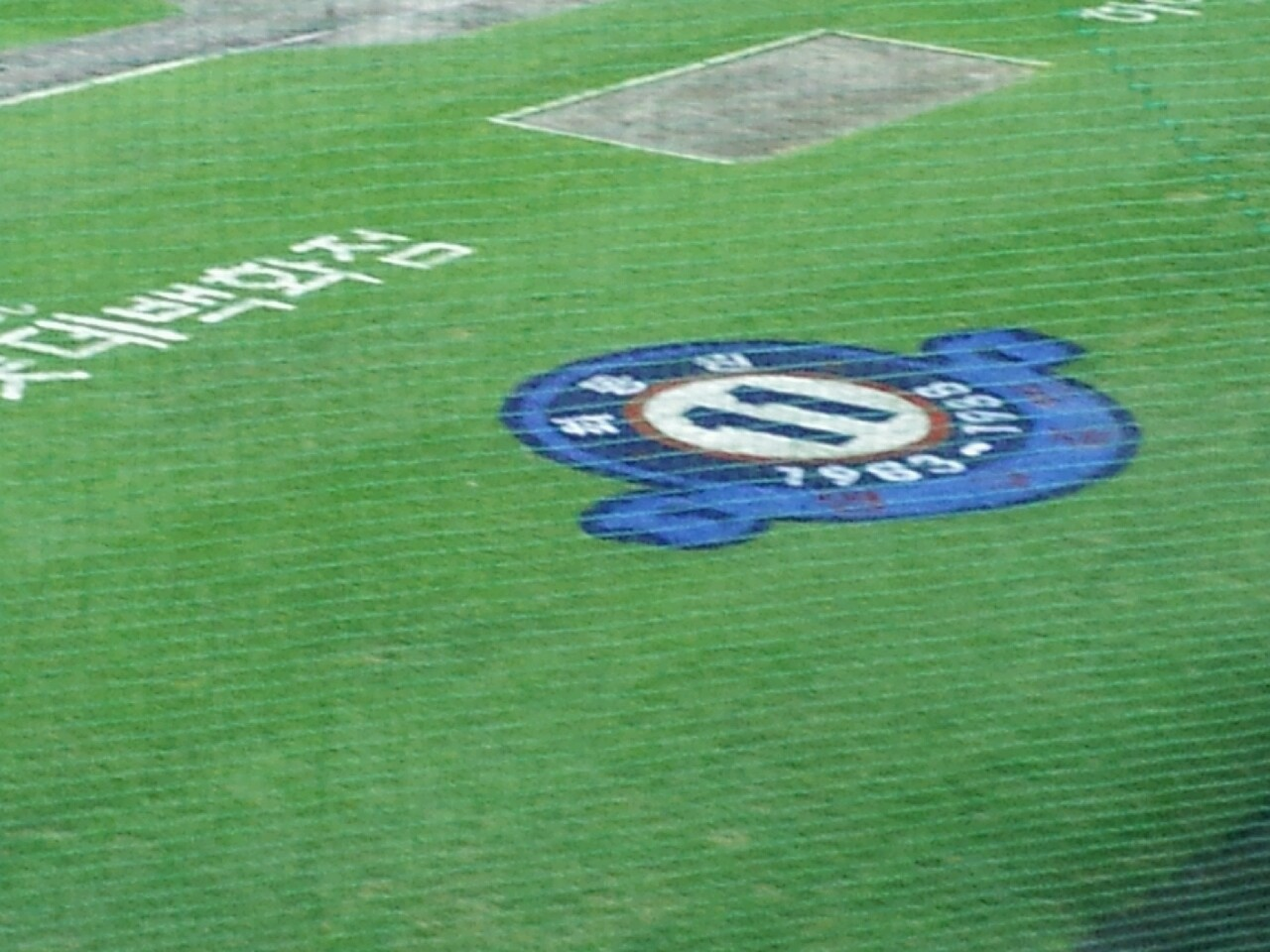
롯데 자이언츠 최초로 영구 결번되어 사직구장에 새겨진 최동원

- 한화 이글스 2군 감독으로 활동하던 2007년 대장암 초기 진단을 받았고 2008 시즌을 마치고 한화 이글스에서 퇴직했다. 2009년 한국야구위원회(KBO) 경기감독위원으로 발탁되어 활동하다가 2010년부터 병세가 나빠져 직을 그만두고 경기도 포천 등지에서 요양을 했다. 그 와중에 2011년 7월 22일 경남고와 군산상고 간의 레전드 매치에 경남고 대표로 참석했으나 건강상의 이유로 경기에 뛰지 못하고 더그아웃을 지켰다. 결국 지병인 대장암으로 2011년 9월 14일 54세로 사망했다. 선수 은퇴 후 모습과 달리 죽기 직전엔 얼굴에 살이 없고 배가 나와 있었는데 이는 복수때문이었다. 허구연이 이 사실을 알고 걱정했지만 최동원은 모른척 해달라고 했다.[39]
- 한화에서는 야구선수로서는 한화 이글스와 인연이 없지만 한화 이글스 2군 감독 등으로 활동하였다는 이유로 장례식 지원을 한화임원급으로 해주었다.
- 사망한 지 16일이 지난 2011년 9월 30일, 롯데 자이언츠는 구단 역사상 처음으로 최동원의 등번호 11번을 영구 결번으로 지정하고, 두산 베어스와의 홈 경기 직전에 사직야구장에서 영구 결번식을 엄수하였다.[40]
- 2011년 영화 ‘퍼펙트 게임’은 최동원과 선동열의 ‘세기의 맞대결’(1987년 선발 맞대결로 연장 15회까지 4시간 56분 소요)을 다룬 작품으로, 배우 조승우가 최동원 역을 연기했다.[41]

## 수상 경력

### 프로
- MVP(84)
- 골든글러브(84)
- 다승왕(84, 12구원승 9선발승. 선발승으로 치자면 김시진이 15선발승으로 1위)
- 탈삼진왕(84, 87)
- 올스타 베스트 10 2회(86, 87)

### 아마추어
- 고등학교 2학년 전국 우수고교 초청대회 경북고등학교와 경기에서 경남고를 3관왕으로 이끌며 17이닝 노히트 노런 기록(1975년)
- 고등학교 3학년 경남고 첫 청룡기 우승(결승전 경남고VS군산상고 한경기 20탈삼진 및 4게임 연속등판 완투우승, 화랑대기고교야구결승전-연이틀에 걸쳐 18이닝투구 1실점. 1976년)
- 연세대학교 시절 23연승 기록(1981년 졸업)
- 아마야구 실업 팀 롯데 입단 실업야구리그전에서 우승, 최우수선수상, 최우수신인상, 최다승리상 3관왕(1981년)
  - 전기·후기리그: 30경기 205.2이닝 17승 4패 2세 173탈삼진 2.45 평균자책점(전기리그-16경기 13승 1패 10완투승)
  - 코리언시리즈: 6경기 42.1이닝 2승 1패 1세 37탈삼진(7일간, 팀 6경기 전경기 등판, 팀이닝의 77% 투구)
  - 합 계: 36경기 248이닝 19승 5패 3세 210탈삼진(전기리그, 코리언시리즈 우승)
- 캐나다 인터콘티넨털컵 대회 최우수선수 - 8이닝 퍼펙트 게임 및 최우수 투수상(1981년)

### 주요 대회 수상 (아마야구)
| 연도 | 대회                                     | 수상                                             |
| ---- | ---------------------------------------- | ------------------------------------------------ |
| 1975 | 제27회 화랑대기                          | 준우승 , 감투상                                  |
| 1975 | 제4회 전국 우수고교 초청대회             | 우승                                             |
| 1975 | 제10회 국회의장배 전국6도시초청 고교대회 | 우승 , 최우수선수상                              |
| 1976 | 제19회 전국 4도시초청 고교대회           | 우승 , 최우수선수상                              |
| 1976 | 제31회 청룡기                            | 우승 , 최우수선수상                              |
| 1977 | 제2회 전국대학 초청야구대회              | 우승 , 최우수선수상                              |
| 1977 | 1977년 전국대학연맹전 춘계리그           | 우승                                             |
| 1977 | 제11회 대통령기                          | 우승 , 최우수선수상                              |
| 1977 | 제32회 전국대학야구선수권대회            | 우승 , 우수투수상                                |
| 1977 | 제3회 니카라과 인터콘티넨털컵 대회       | 금메달                                           |
| 1978 | 제1회 통일대기                           | 우승 , 최우수선수상                              |
| 1978 | 1978년 전국대학연맹전 춘계리그           | 준우승 , 감투상                                  |
| 1978 | 제28회 백호기                            | 준우승 , 감투상                                  |
| 1978 | 제12회 대통령기                          | 우승 , 최우수선수상                              |
| 1978 | 제25회 로마 세계야구선수권대회           | 동메달 , 이닝 1위 , 다승 1위 , 탈삼진 1위        |
| 1979 | 제2회 통일대기                           | 우승 , 우수투수상                                |
| 1979 | 제1회 야구대제전                         | 우승 , 우수투수상                                |
| 1980 | 1980년 전국대학연맹전 춘계리그           | 준우승                                           |
| 1980 | 제3회 통일대기                           | 우승 , 최우수선수상                              |
| 1980 | 제26회 도쿄 세계야구선수권대회           | 은메달 , 탈삼진 1위                              |
| 1980 | 제35회 전국대학야구선수권 대회           | 우승 , 우수투수상                                |
| 1980 | 제2회 부산시장기 전국대학야구대회        | 준우승 , 우수투수상                              |
| 1980 | 제2회 야구대제전                         | 우승 , 우수투수상                                |
| 1981 | 1981년 실업야구 전기리그                 | 우승                                             |
| 1981 | 1981년 실업야구 정규리그                 | 최우수선수상 , 최우수신인상 , 최다승리상 (3관왕) |
| 1981 | 1981년 실업야구 코리언시리즈             | 우승                                             |
| 1981 | 제5회 캐나다 인터콘티넨털컵 대회         | 4강 , 이닝 1위 , 다승 1위 , 최우수투수상         |
| 1982 | 제27회 서울 세계야구선수권대회           | 금메달                                           |

## 기타 경력
- 민주당 스포츠문화체육행정특보위원(1990년~1991년)
- SBS 야구 해설위원
- 한화 이글스 투수 코치
- KBS 스카이 스포츠 해설위원
- 한화 이글스 2군 감독: 2008년 10월 11일, 한화 이글스가 최동원을 비롯한 코칭스텝 4명의 재계약을 포기하는 의사를 밝혀 2008년 시즌을 끝으로 한화 이글스의 2군 감독 직에서 물러나게 되었다.

## 등번호
- 11 - 롯데 자이언츠(1983~,영구 결번)
- 11 - 삼성 라이온즈(1989~1990)
- 75 - 한화 이글스(2001, 2005~2008)

## 가족 관계 관련 여담
최동원은 “아버지는 한국 전쟁으로 한쪽 다리를 잃어 의족을 차고 다니셨다. 아버지는 축구 선수가 되고 싶어 하셨지만 조부의 반대로 할 수 없었다. 그러면서 나에게는 ‘네가 운동을 하고 싶다면 시켜주겠다’며 아낌없이 지원해 주셨다”고 아버지 최윤식에 대한 애틋한 마음을 드러냈다.
불편한 몸으로 아들 뒷바라지를 하는 아버지를 보면서 야구 외에 다른 생각을 할 수 없었다. 안테나를 별도로 설치해 일본 고교 야구와 일본 프로 야구 중계를 볼 수 있게 해준 것도 최윤식이었고 초등학교 1학년 때부터 함께 캐치볼을 했던 것도 최윤식이었다.
그런 아버지였지만 최동원의 구단 입단하는 과정이나 연봉 협상 과정에서 구단과 갈등을 빚을 때면 일부 언론에서는 최윤식이 최동원의 문제에 지나치게 간여한다며 최윤식을 비난했다. 최동원은 그런 일부 언론에 대한 섭섭한 마음을 드러내며 “내가 해명을 하려고 해도 선수 한 명의 목소리는 구단에 비해 너무 작았다”고 말했다.
최윤식은 “주위의 이야기에 흔들리지 마라”며 최동원에게 힘을 실어 주곤 했고 ‘즐겁게 열심히 사는 것이 건강하게 사는 것’이라는 말도 했다. 최윤식은 2003년 세상을 떠났고 최동원은 아버지의 명예가 회복되기를 바랐다.
동생 최수원은 KBO 야구 심판이다.
- 아버지: 최윤식(1931년~2003년)
- 어머니: 김정자(1935년~)
- 동생: 최석원(1961년~)
- 동생: 최수원(1967년 8월 3일~)
- 배우자: 신현주(1967년~)
  - 아들 최기호(1990년~)

## 그를 연기한 배우들
- 서수원 (KBS 스페셜 무쇠팔 최동원 인생을 던지다) 2011년
- 조승우 (퍼펙트게임) 2011년[41]

## KBO 리그주요 기록
- 통산 평균자책점 2위
- 통산 FIP 2위
- 통산 완투 2위
- 통산 완투승 4위
- 통산 완투율 1위
- 단일 시즌 최다 승: 2위(1984)
- 단일 시즌 최다 이닝: 2위(1984), 4위(1986)
- 단일 시즌 최다 탈삼진: 1위(1984)
- 역대 유일 2년연속 200이닝-20승(1984-1985)
- 역대 유일 2년연속 200이닝-1점대 평균자책점(1985-1986)
- 역대 유일 2년연속 200이닝-1점대 FIP(1985-1986)
- 역대 유일 2년연속 200이닝-0점대 WHIP(1985-1986)
- 역대 유일 5년연속 200이닝-14완투-2점대이하 평균자책점(1983-1987)
- 역대 유일 5년연속 200이닝-14완투-2점대이하 FIP(1983-1987)
- 역대 최초 통산 400탈삼진(1985)
- 역대 최초 통산 500탈삼진(1985)
- 역대 최초 통산 600탈삼진(1986)
- 역대 최초 통산 700탈삼진(1986)
- 역대 최초 통산 800탈삼진(1987)
- 역대 최초 통산 900탈삼진(1987)
- 역대 최초 통산 1000탈삼진(1990)
- 역대 최초 통산 100승-1000탈삼진(1990)
- 역대 최초 통산 70완투(1987)
- 역대 최초 통산 80완투(1990)
- 역대 최초 통산 10완봉(1986)
- 역대 최초 통산 15완봉(1988)
- 단일 한국시리즈 최다 승: 4승(1984)
- 단일 한국시리즈 최다 이닝: 40이닝(1984)
- 단일 한국시리즈 최다 선발 등판: 4번(1984)
- 단일 한국시리즈 최다 완투: 4완투(1984)
- 단일 한국시리즈 최다 선발승: 3선발승(1984)
- 단일 한국시리즈 최다 완투승: 3완투승(1984)
- 단일 한국시리즈 최다 탈삼진: 35탈삼진(1984)
- 한국시리즈 선발 등판 4경기 연속 완투(1984)
- 한국시리즈 최초 완봉승(1984)
- 한국시리즈 최초 선발 전원 탈삼진(1984)
- 연간 최다 승: 31승(1984)
- 연간 최다 탈삼진: 258탈삼진(1984)
- 한 시즌 최다 탈삼진: 223탈삼진(1984)
- 포스트시즌 통산 완투 1위
- 포스트시즌 통산 완투승 2위
- 포스트시즌 통산 완봉승 2위
- 한국시리즈 통산 완투 1위
- 한국시리즈 통산 완투승 1위
- 다승 1위: 1984
- 다승 2위: 1986
- 선발승 4위: 1985년 12선발승
- 선발승 7위: 1984년 9선발승
- 선발승 8위: 1983년 8선발승, 1987년 10선발승
- 선발승 9위: 1986년 10선발승
- 탈삼진 1위: 1984, 1987
- 탈삼진 2위: 1985, 1986
- 평균자책점 2위: 1985, 1986
- FIP 2위: 1984, 1985, 1986, 1987
- WHIP 2위: 1984, 1985, 1986
- 최다 이닝 1위: 1984, 1986
- 최다 이닝 2위: 1987
- 완투 1위: 1985
- 완투 2위: 1984, 1987
- 완투승 1위: 1985
- 완투승 2위: 1984, 1987
- 완봉승 1위: 1985, 1987
- 최다 경기 2위: 1984
- 5년: 202경기 1209.1이닝 76완투 2.28평균자책점(1983-1987)
- 5년 평균: 40경기 242이닝 15완투 2.28평균자책점(1983-1987)
- 5년 연속 규정이닝 2배이상 투구(1983-1987)
- 5년 연속 14회이상 완투(1983-1987)
- 5년 연속 전구단상대 완투(1983-1987)
- 6년 연속 선발등판경기 2/3이상 완투(1983-1988)
- 6년 연속 선발승 전경기 완투승(1983-1988)

## 통산 기록

### 연도별 투수 성적
| 연 도         | 소 속         | 나 이         | 승 리 | 패 전 | 승 률 | 평 자 책 | 출 장 | 선 발 | 완 투 | 완 봉 | 세 이 브 | 홀 드 | 이 닝  | 피 안 타 | 피 홈 런 | 볼 넷 | 고 4 | 탈 삼 진 | 몸 맞 | 보 크 | 폭 투 | 실 점 | 자 책 | 타 자 수 | W H I P |
| ------------- | ------------- | ------------- | ----- | ----- | ----- | -------- | ----- | ----- | ----- | ----- | -------- | ----- | ------ | -------- | -------- | ----- | ---- | -------- | ----- | ----- | ----- | ----- | ----- | -------- | ------- |
| 1983          | 롯데          | 26            | 9     | 16    | .360  | 2.89     | 38    | 21    | 16    | 1     | 4        | 0     | 208.2  | 202      | 17       | 51    | 2    | 148      | 8     | 0     | 3     | 89    | 67    | 863      | 1.21    |
| 1984          | 롯데          | 27            | 27    | 13    | .675  | 2.40     | 51    | 20    | 14    | 1     | 6        | 0     | 284.2  | 229      | 18       | 68    | 1    | 223      | 14    | 0     | 3     | 91    | 76    | 1,132    | 1.04    |
| 1985          | 롯데          | 28            | 20    | 9     | .690  | 1.92     | 42    | 17    | 14    | 4     | 8        | 0     | 225.0  | 170      | 7        | 41    | 2    | 161      | 8     | 1     | 3     | 60    | 48    | 865      | 0.94    |
| 1986          | 롯데          | 29            | 19    | 14    | .576  | 1.55     | 39    | 21    | 17    | 4     | 2        | 0     | 267.0  | 204      | 7        | 55    | 5    | 208      | 6     | 0     | 2     | 60    | 46    | 1,039    | 0.97    |
| 1987          | 롯데          | 30            | 14    | 12    | .538  | 2.81     | 32    | 22    | 15    | 4     | 2        | 0     | 224.0  | 218      | 6        | 61    | 2    | 163      | 7     | 0     | 3     | 80    | 70    | 920      | 1.25    |
| 1988          | 롯데          | 31            | 7     | 3     | .700  | 2.05     | 16    | 4     | 3     | 1     | 3        | 0     | 83.1   | 77       | 4        | 24    | 3    | 83       | 1     | 1     | 1     | 24    | 19    | 349      | 1.21    |
| 1989          | 삼성          | 32            | 1     | 2     | .333  | 2.10     | 8     | 4     | 0     | 0     | 0        | 0     | 30.0   | 36       | 2        | 18    | 0    | 9        | 1     | 0     | 1     | 12    | 7     | 138      | 1.80    |
| 1990          | 삼성          | 33            | 6     | 5     | .545  | 5.28     | 22    | 15    | 2     | 0     | 1        | 0     | 92.0   | 113      | 9        | 54    | 0    | 24       | 2     | 0     | 2     | 62    | 54    | 424      | 1.82    |
| KBO 통산: 8년 | KBO 통산: 8년 | KBO 통산: 8년 | 103   | 74    | .582  | 2.46     | 248   | 124   | 81    | 15    | 26       | 0     | 1414.2 | 1249     | 70       | 372   | 15   | 1019     | 47    | 2     | 18    | 478   | 387   | 5,730    | 1.15    |

- 시즌 기록 중 굵은 글씨는 해당 시즌 최고 기록

### 연도별 타격 성적
| 연 도         | 소 속         | 나 이         | 출 장 | 타 석 | 타 수 | 득 점 | 안 타 | 2 루 타 | 3 루 타 | 홈 런 | 타 점 | 도 루 | 도 실 | 볼 넷 | 삼 진 | 타 율 | 출 루 율 | 장 타 율 | O P S | 루 타 | 병 살 타 | 몸 맞 | 희 타 | 희 플 | 고 4 |
| ------------- | ------------- | ------------- | ----- | ----- | ----- | ----- | ----- | ------- | ------- | ----- | ----- | ----- | ----- | ----- | ----- | ----- | -------- | -------- | ----- | ----- | -------- | ----- | ----- | ----- | ---- |
| 1984          | 롯데          | 27            | 1     | 1     | 1     | 0     | 1     | 1       | 0       | 0     | 2     | 0     | 0     | 0     | 0     | 1.000 | 1.000    | 2.000    | 3.000 | 2     | 0        | 0     | 0     | 0     | 0    |
| KBO 통산: 1년 | KBO 통산: 1년 | KBO 통산: 1년 | 1     | 1     | 1     | 0     | 1     | 1       | 0       | 0     | 2     | 0     | 0     | 0     | 0     | 1.000 | 1.000    | 2.000    | 3.000 | 2     | 0        | 0     | 0     | 0     | 0    |

## 역대 선거 결과
| 실시년도 | 선거      | 대수 | 직책   | 선거구              | 정당   | 득표수   | 득표율          | 순위 | 당락 | 비고   |
| -------- | --------- | ---- | ------ | ------------------- | ------ | -------- | --------------- | ---- | ---- | ------ |
| 1991년   | 지방 선거 | 1대  | 시의원 | 부산 서구 제1선거구 | 민주당 | 10,667표 | \| \| 37.80% \| | 2위  | 낙선 | [ 43 ] |
|          | 37.80%    |      |        |                     |        |          |                 |      |      |        |

## 같이 보기
- 최동원 상
- 장효조
- 박동희
- 임수혁
- 김명성
- 심재원
- 류현진
- 강병철
- 선동열
- 김재박
- 김시진